# Indonesien i olympiska sommarspelen 2000
Indonesien deltog i de olympiska sommarspelen 2000 med en trupp bestående av 47 deltagare och de tog totalt sex medaljer.

## Medaljer

### Guld
- Tony Gunawan och Candra Wijaya - Badminton, dubbel

### Silver
- Hendrawan - Badminton, individuellt
- Tri Kusharyanto och Minarti Timur - Badminton, mixed
- Raema Lisa Rumbewas - Tyngdlyftning, flugvikt 48 kg

### Brons
- Sri Indriyani - Tyngdlyftning, flugvikt 48 kg
- Winarni Binti Slamet - Tyngdlyftning, fjädervikt 53 kg

## Badminton
Herrsingel
- Taufik Hidayat
  1. 32-delsfinal: Bye
  2. Sextondelsfinal: Besegrade Hidetaka Yamada från Japan
  3. Åttondelsfinal: Besegrade Ong Ewe Hock från Malaysia
  4. Kvartsfinal: Förlorade mot Ji Xinpeng från Kina
- Marlev Mario Mainaky
  1. 32-delsfinal: Bye
  2. Sextondelsfinal: Besegrade Tomas Johansson från Sweden
  3. Åttondelsfinal: Besegrade Hwang Sun-ho från Sydkorea
  4. Kvartsfinal: Förlorade mot Peter Gade från Danmark
- Hendrawan
  1. 32-delsfinal: Bye
  2. Sextondelsfinal: Besegrade Kai Chuen Tam från Hongkong
  3. Åttondelsfinal: Besegrade Pullela Gopichand från Indien
  4. Kvartsfinal: Besegrade Sun Jun från Kina
  5. Semifinal: Besegrade Xia Xuanze från Kina
  6. Final: Förlorade mot Ji Xinpeng från Kina - Silver

Herrdubbel
- Candra Wijaya, Tony Gunawan
  1. Sextondelsfinal: Bye
  2. Åttondelsfinal: Besegrade Jim Laugesen, Michael Sogaard från Danmark
  3. Kvartsfinal: Besegrade Simon Archer, Nathan Robertson från Storbritannien
  4. Semifinal: Besegrade Kim Dong-moon, Ha Tae-kwon från Sydkorea
  5. Final: Besegrade Lee Dong-soo, Yoo Yong-sung från Sydkorea - Guld
- Flandy Limpele, Eng Hian
  1. Sextondelsfinal: Bye
  2. Åttondelsfinal: Besegrade Pär-Gunnar Jonsson, Peter Axelsson från Sverige
  3. Kvartsfinal: Förlorade mot Lee Wan Wah, Choong Tan Fook från Malaysia
- Ricky Subagja, Rexy Mainaky
  1. Sextondelsfinal: Bye
  2. Åttondelsfinal: Besegrade Martin Lundgaard Hansen, Lars Paaske från Danmark
  3. Kvartsfinal: Förlorade mot Kim Dong-moon, Ha Tae-kwon från Sydkorea

Damsingel
- Lidya Djaelawijaya
  1. 32-delsfinal: Besegrade Kara Solmundson från Kanada
  2. Sextondelsfinal: Besegrade Sandra Dimbour från Frankrike
  3. Åttondelsfinal: Förlorade mot Gong Zhichao från Kina
- Ellen Angelinawaty
  1. 32-delsfinal: Bye
  2. Sextondelsfinal: Förlorade mot Camilla Martin från Danmark

Damdubbel
- Deyana Lomban, Eliza Nathanael
  1. Sextondelsfinal: Förlorade mot Sarah Hardaker, Joanne Davies från Storbritannien
- Etty Tantri, Cynthia Tuwankotta
  1. Sextondelsfinal: Bye
  2. Åttondelsfinal: Besegrade Ann-Lou Jorgensen, Mette Schjoldager från Danmark
  3. Kvartsfinal: Förlorade mot Ge Fei, Gu Jun från Kina

Mixeddubbel
- Bambang Suprianto, Zelin Resiana
  1. Sextondelsfinal: Besegrade Chris Hunt, Donna Kellogg från Storbritannien
  2. Åttondelsfinal: Besegrade Chen Qiqiu, Lin Chen från Kina
  3. Kvartsfinal: Förlorade mot Michael Sogaard, Rikke Olsen från Danmark
- Tri Kusharyanto, Minarti Timur
  1. Sextondelsfinal: Bye
  2. Åttondelsfinal: Besegrade Ha Tae-kwon, Chung Jae-hee från Sydkorea
  3. Kvartsfinal: Besegrade Jens Eriksen, Mette Schjoldager från Danmark
  4. Semifinal: Besegrade Simon Archer, Joanne Goode från Storbritannien
  5. Final: Förlorade mot Zhang Jun, Gao Ling från Kina - Silver

## Boxning
Men's 48 kg
- La Paene Masara
  - Omgång 1 - Besegrade Iván Calderón från Puerto Rico
  - Omgång 2 - Förlorade mot Ki-Suk Kim från Sydkorea (gick inte vidare)

Men's 51 kg
- Hermensen Ballo
  - Omgång 1 - Förlorade mot Jose Navarro från USA (gick inte vidare)

## Bågskytte
| Damernas individuella |               |                           |         |
|                       | Hamdiah       |                           |         |
| 32-delsfinal          | Besegrade     | Tshering Chhoden Bhutan   | 165-153 |
| Sextondelsfinal       | Förlorade mot | Cristina Ioriatti Italien | 156-156 |

## Friidrott
Herrarnas 100 meter
- Yanes Raubaba
  1. Omgång 1 - 10.54 (gick inte vidare)
- John Herman Muray
  1. Omgång 1 - 10.68 (gick inte vidare)
- Erwin Heru Susanto
  1. Omgång 1 - 10.87 (gick inte vidare)

Herrarnas 4 x 100 meter stafett
- John Herman Muray, Yanes Raubaba, Sukari, Erwin Heru Susanto
  1. Omgång 1 - 40.35 (gick inte vidare)

Damernas 100 meter
- Irene Truitje Joseph
  1. Omgång 1 - 11.93 (gick inte vidare)

## Segling
Mistral
- I Gusti Made Oka Sulaksana
  1. Lopp 1 – 15
  2. Lopp 2 – 1
  3. Lopp 3 – 11
  4. Lopp 4 - (27)
  5. Lopp 5 – 23
  6. Lopp 6 - (25)
  7. Lopp 7 – 17
  8. Lopp 8 – 10
  9. Lopp 9 – 22
  10. Lopp 10 – 24
  11. Lopp 11 – 10
  12. Final - 133 (19:e plats)

## Simhopp

### Herrar
| Hoppare            | Gren           | Kval   | Kval      | Semifinal        | Semifinal        | Final            | Final            |
| Hoppare            | Gren           | Poäng  | Placering | Poäng            | Placering        | Poäng            | Placering        |
| ------------------ | -------------- | ------ | --------- | ---------------- | ---------------- | ---------------- | ---------------- |
| Muhammad Nasrullah | Herrarnas 10 m | 257,22 | 40        | Gick inte vidare | Gick inte vidare | Gick inte vidare | Gick inte vidare |

### Damer
| Hoppare             | Gren          | Kval   | Kval      | Semifinal        | Semifinal        | Final            | Final            |
| Hoppare             | Gren          | Poäng  | Placering | Poäng            | Placering        | Poäng            | Placering        |
| ------------------- | ------------- | ------ | --------- | ---------------- | ---------------- | ---------------- | ---------------- |
| Eka Purnama Indah   | Damernas 3 m  | 178,83 | 42        | Gick inte vidare | Gick inte vidare | Gick inte vidare | Gick inte vidare |
| Shenny Ratna Amelia | Damernas 10 m | 170,07 | 40        | Gick inte vidare | Gick inte vidare | Gick inte vidare | Gick inte vidare |